# نیکلای بوگایف
نیکلای واسیلیویچ بوگایف (روسی: Никола́й Васи́льевич Буга́ев؛ ۱۴ سپتامبر ۱۸۳۷ – ۱۱ ژوئن ۱۹۰۳) ریاضیدان اهل روسیه بود.

## زندگی‌نامه
بوگایف در گرجستان امپراتوری روسیه، به دنیا آمد. پدرش پزشک ارتش بود. او در سن ده سالگی برای تحصیل به مسکو فرستاده شد و توانست در سال ۱۸۵۹ از دانشگاه مسکو در رشته ریاضیات و فیزیک، فارغ‌التحصیل شود. او به تحصیل در رشته مهندسی ادامه داد، اما در سال ۱۸۶۳ یک پایان‌نامه کارشناسی ارشد در مورد همگرایی سری‌های بی‌نهایت نوشت. این پژوهش به اندازه‌ای تأثیرگذار بود که برای او فرصت تحصیل را زیر نظر کارل وایرشتراس و ارنست کومر در برلین فراهم آورد. او همچنین مدتی را در پاریس گذراند و زیر نظر لیوویل به تحصیل پرداخت. او مدرک دکترای خود را در سال ۱۸۶۶ به دست آورد و به مسکو بازگشت و تا پایان دوران حرفه ای خود در آنجا تدریس کرد. برخی از تأثیرگذارترین مقالات بوگایف اثبات‌هایی از ادعاهای اثبات نشده لیوویل ارائه می‌کردند، اما پژوهش اصلی او بر یافتن همانندی‌ها و ارتباطات میان نظریه اعداد و آنالیز متمرکز بود.